# あどりぶシネ倶楽部
『あどりぶシネ倶楽部』（あどりぶシネクラブ）は、細野不二彦作の漫画。とある大学の映画製作サークル「あどりぶシネ倶楽部」に所属する4人（のち5人）の大学生たちの人間模様を描く青春漫画。『ビッグコミックスピリッツ』に不定期掲載された。単行本は全1巻（小学館ビッグコミックス、1986年刊行）。なお、単行本に記された英語の題名は「Ad Lib Cinema Club」である。

## あらすじ
とある大学の映画製作サークル「あどりぶシネ倶楽部」の監督、神野は商業作品を意識したエンターテインメントを志していた。そんなある日、プロデューサーの片桐が長髪の美青年、佐藤をスタッフとして迎える。当初は反目していた神野と佐藤だったが、やがて打ち解け合う。優秀なカメラマンである佐藤の加入により、あどりぶシネ倶楽部は興行的にも成功を収めるようになる。そこへ「神野ファン」と称する女子大学生、沖梓が現れる。神野は次第に彼女に惹かれてゆくが……。

## 登場人物
神野高史（じんの (名前の読みは不明)）
主人公。「あどりぶシネ倶楽部」の監督兼俳優。なけなしの私財をすべて投じるほど映画に対して情熱を燃やしている。大学の映研然とした実験的な作品ではなく、商業作品を意識したエンターテインメントを志す。惚れっぽい性格。
佐藤道明（さとう みちあき）
「あどりぶシネ倶楽部」のカメラマン。ロングヘアと女っぽい容姿が特徴。カメラの腕前はぴか一で、18歳にして「ぽあ・フィルムフェスティバル」に入選を果たしたほど。母の死後、再婚した父親とうまくいっていない。
片桐邦雄（かたぎり くにお）
「あどりぶシネ倶楽部」でプロデューサーを務める留年生。長身、オールバック、銀縁眼鏡に口髭というダンディな容姿に似合わずオネエ言葉を使う。神野と佐藤の腕を高く買っている。過去の失敗から女性を敬遠しており、オネエな口調も女性を近づけないためで、シリアスなシーンでは男言葉に戻る。
原田（はらだ）
「あどりぶシネ倶楽部」の音響兼俳優。スタント的な役もこなす。神野曰く「ウケることしか考えていない」性格。かつてその手でカメラを回していた経験があるらしいが、誰も作品を見たことがない。ブルーフィルム関係に人脈がある。
沖梓（おき あずさ）
「あどりぶシネ倶楽部」の脚本兼記録係。紅一点。神野ファンということで「あどりぶシネ倶楽部」と関わりを持つようになる。大学のミニコミ紙に発表した小説が神野の目に止まり、その作者が実は沖であったことが判明、「あどりぶシネ倶楽部」のメンバーとなる。天然ボケであり、神野を翻弄する。実は片桐に想いを寄せている。
阿川小倭子（あがわ さわこ）
最終第9話にのみ登場。片桐の同期で「門川映画」に就職した女性。学生時代は片桐と共に「旧映研」に属していたらしい。神野と佐藤の腕を見込んである提案を持ちかける。